# Crane Wilbur
Pour les articles homonymes, voir Wilbur.
Crane Wilbur (né le 17 novembre 1886 à Athens dans l'État de New York et mort le 18 octobre 1973 à Toluca Lake en Californie) est un scénariste, acteur et réalisateur américain pour le théâtre, la radio et le cinéma.

## Biographie

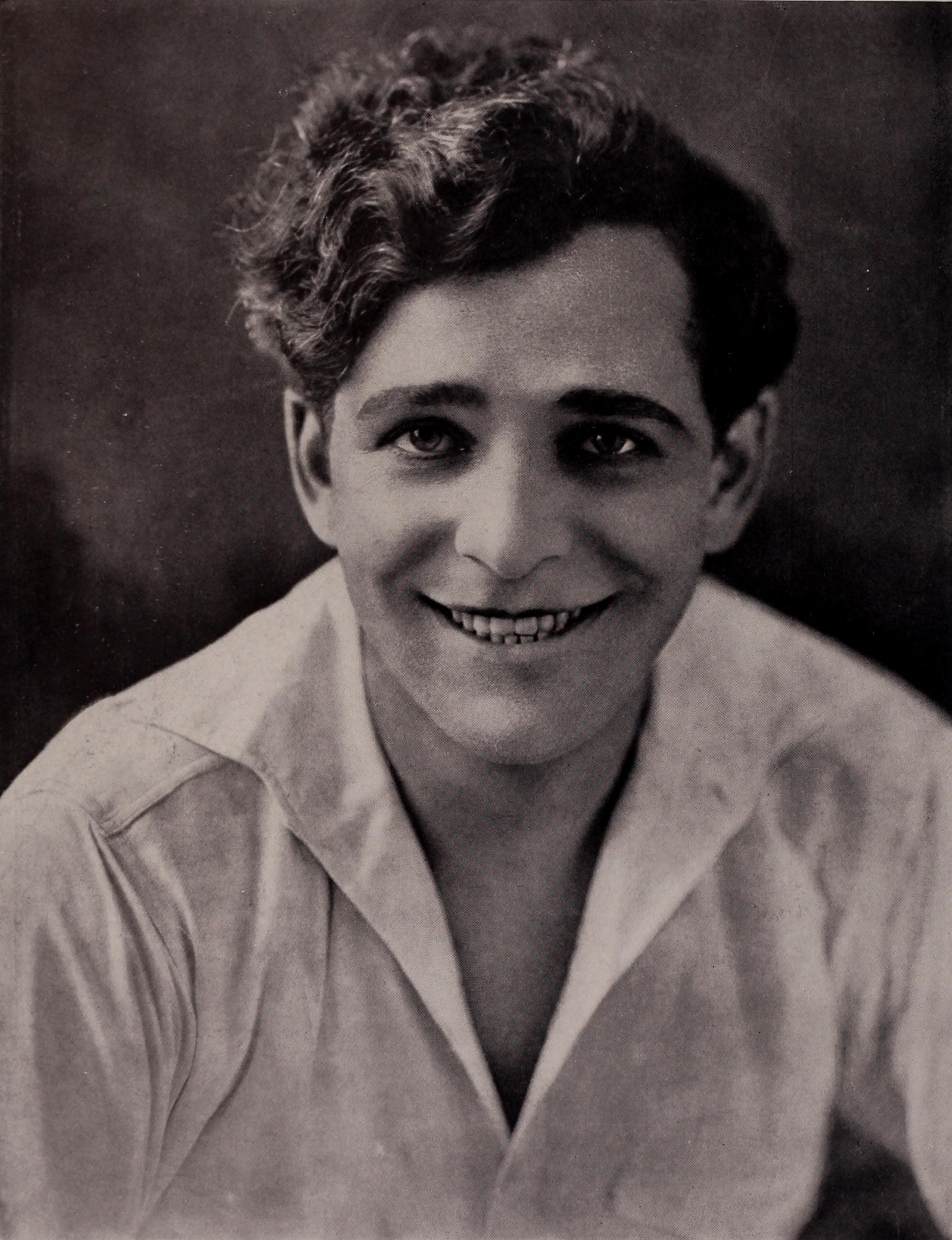
Crane Wilbur en 1916.

Il a été marié plusieurs fois : à Edna Hermance (?–1914, divorcés), à Florence Dunbar Williams (1917–1921, divorcés), à Suzanne Caubet (1922–1928), divorcés), à Beatrice Blinn (1928–1933, divorcés), et  à Lenita Lane (en) (1936–1973).

## Filmographie partielle

### Acteur
- 1911 : The Power of Love, de Joseph A. Golden
- 1912 : A Nation's Peril, de Joseph A. Golden
- 1914 : The Ghost, de Frank Powell
- 1914 : Les Périls de Pauline

### Scénariste
- 1925 : Le Monstre (The Monster), de Roland West
- 1937 : À l'est de Shanghaï (West of Shangaï), de John Farrow
- 1938 : The Invisible Menace, de John Farrow
- 1938 : L'École du crime (Crime School) de Lewis Seiler
- 1939 : Les Fils de la Liberté (Sons of Liberty), de Michael Curtiz
- 1948 : L'Incroyable Monsieur X (The Amazing Mr. X'') de Bernard Vorhaus
- 1951 : I Was a Communist for the FBI, de Gordon Douglas
- 1953 : Chasse au gang (Crime Wave ou The City is Dark), d'André de Toth
- 1954 : Le tueur porte un masque (The Mad Magician) de John Brahm
- 1955 : The Phenix City Story de Phil Karlson
- 1955 : Femmes en prison (Women's Prison) de Lewis Seiler
- 1957 : Quand la bête hurle (Monkey on My Back) d'André de Toth
- 1959 : Salomon et la Reine de Saba (Solomon and Sheba), de King Vidor
- 1961 : L'Île mystérieuse (Mysterious Island), de Cy Endfield

### Réalisateur
- 1934 : Les Enfants de demain (en) (Tomorrow's Children)
- 1936 : La Belle Captive (en) (The Devil on Horseback)
- 1936 : Le Cargo jaune (en) (Yellow Cargo)
- 1936 : Vive la légion ! (en) (We're in the Legion Now!)
- 1938 : The Patient in Room 18 (en), coréalisé avec Bobby Connolly
- 1947 : The Devil on Wheels
- 1948 : Le Pénitencier du Colorado (Canon City)
- 1949 : Le Mystère de Molly (en) (The Story of Molly X)
- 1950 : J'ai grandi en prison (Outside the Wall)
- 1951 : Les Révoltés de Folsom Prison (en) (Inside the Walls of Folsom Prison)
- 1959 : Le Masque (the Bat)
- 1962 : La Révolte des filles perdues (en) (House of Women)